# Bikkia gaudichaudiana
Bikkia gaudichaudiana là một loài thực vật có hoa trong họ Thiến thảo. Loài này được Brongn. mô tả khoa học đầu tiên năm 1866.